# Marek Maciejewski (muzyk)
Marek Maciejewski (ur. 7 grudnia 1968 w Bydgoszczy) – muzyk, gitarzysta legendarnej grupy VARIETE. Współtwórca zespołu BRDA oraz projektu 5G. Autor muzyki filmowej i teatralnej, menedżer kultury, producent muzyczny. Współtworzył Prywatne Centrum Kultury SANATORIUM, gdzie był redaktorem naczelnym artystyczno-kulturalnego pisma DLATEGO. Obecnie redaktor naczelny pisma o kulturze współczesnej FABULARIE oraz członek zarządu Variete Art Foundation zajmującej się promocją kultury i sztuki. Prowadzi Sekcję Muzyki i A/V Studio nagrań Miejskiego Centrum Kultury w Bydgoszczy oraz Studio nagraniowe ATTIC STUDIO. Członek Stowarzyszenia Autorów ZAiKS oraz AKADEMII FONOGRAFICZNEJ przyznającej nagrody FRYDERYKI. Od 2012 roku Dyrektor Międzynarodowego Festiwalu Sztuki Perkusyjnej DRUMS FUSION.

## Życiorys
Od 1990 roku na stałe związany z zespołem Variete, z którym nagrał 10 albumów i zagrał kilkaset koncertów, w tym kilkukrotnie na największych festiwalach muzycznych w Polsce i na świecie. W latach 90. na płytach zespołu można było usłyszeć dźwięki saksofonisty Mikołaja Trzaski (Koncert Teatr STU), czy trębacza Andrzeja Przybielskiego (VARIETE). Szczególnym momentem w muzycznej karierze był w 2006 wyjazd muzyków do USA. Artystyczna podróż zaowocowała płytą „ZAPACH WYJŚCIA, gdzie obok Marka Maciejewskiego i Grzegorza Kaźmierczaka pojawili się amerykańscy muzycy, basista Donald Dixon i perkusista Luigi Francescini. W 2010 roku razem z Marcinem Karnowskim, perkusistą i literatem powołał do życia zespół BRDA. Ten artystyczny, interdyscyplinarny oparty na muzyce projekt łączy w sobie również
literaturę i obraz. Muzyk jest współautorem i producentem wszystkich wydawnictw zespołu. W 2020 roku wspólnie z gitarzystami – Arturem Maćkowiakiem, Sławomir Szudrowiczem, Wojciech Kotwickim i Adamem Kempą, w ramach projektu MovieYourGuitar założył zespół 5G, który scala w sobie innowacyjne podejście do połączenia pięciu gitar i pięciu różnych osobowości muzycznych oraz spektakularnych pomysłów na oprawę wizualną projektu. Od 2008 roku wspólnie z Januszem Czado prowadził Studio nagraniowe MÓZG, które od 2021 zmieniło swoją siedzibę i nazwę na ATTIC STUDIO. W Studio nagrywali m.in. Jon Dobie, Fred Frith, Wojciech Mazolewski, Jerzy Mazolewski – Mazzol, Qba Janicki, Sławomir Janicki, Wojciech Jachna, VARIETE, 3moonboys, BRDA i wielu innych zagranicznych i polskich artystów. Jest twórcą, producentem i realizatorem ponad 100 wydawnictw płytowych. Prowadzi wykłady kursy i zajęcia warsztatowe z zakresu produkcji dźwiękowej. Pomysłodawca Big Bike Orchestra, zespołu, którego cechą charakterystyczną jest połączenie przez muzyków gry na instrumentach z jednoczesną jazdą na sześcioosobowym rowerze.

## Dyskografia

### VARIETE
- Bydgoszcz – MC (Akademickie Radio „Pomorze” 1992); CD (Furia Musica 2002 – reedycja jako Bydgoszcz 1986)
- Variété – CD (Kophaus 1993), MC (Music Corner 1996 – reedycja)
- Koncert Teatr STU – CD (Music Corner 1995)
- Wieczór przy balustradzie – CD (Music Corner 1996)
- Nowy materiał – CD (EMI Music Poland 2005)
- Zapach wyjścia – CD (Kuka Records 2008)
- Piosenki kolonistów – CD (247 Records 2013)
- PPA Wrocław 2015 – CD (247 Records 2015)
- Nie wiem – CD (Agora 2017)
- Dziki książę – CD (Mystic Production 2021)

### BRDA
- ^^^^ - CD (BRDA, 2013)
- Mean Dry – CD (BRDA, 2014)
- Światłowody – LP (BRDA, 2016)
- Y? Collective – multigener polish sound reaction to James Joyce (track: „Mummum”) – CD (Dublin, 2017)
- Dopływy (2022)

### Inne
- VARIETECHNOLOGIC – CD (Dlatego, 2000)
- 3MOONBOYS – 16 CD (2009)
- Ala Kryształ – CD (2021)
- Wieżowiec Zero – CD, audiobook (2020)
- 5G – Gravity waywes feat. SUBKUBIZM (VIDEO LTD.2020)

## Nagrody
- Jarocin 1984, wyróżnienie (z Variete)
- Jarocin 1985, Nagroda główna „Złota Dziesiątka” (z Variete)
- Jarocin 1992, Nagroda dziennikarzy, publiczności i Prezydenta Miasta Jarocin (z Variete)
- Nagroda Polskich Melomanów za rok 2008 w kategorii Album Roku – Nowa Fala/Synth Pop/Cold Wave, za album „Zapach wyjścia” (z Variete)
- Nominacja do Nagrody Muzycznej „Fryderyk” w kategorii „Album roku: piosenka poetycka i literacka” (Variete „Dziki książę”)